# Проливы (станция)
Проливы — железнодорожная станция (тип населенного пункта) в Кандалакшском районе Мурманской области. Входит в городское поселение Кандалакша.

## Население
| 2002 | 2010 |
| ---- | ---- |
| 57   | ↘42  |

Численность населения, проживающего на территории населённого пункта, по данным Всероссийской переписи населения 2010 года составляет 42 человека, из них 19 мужчин (45,2 %) и 23 женщины (54,8 %).